# Roman I. Bolgarski
Roman (bolgarsko Роман [Roman]) je bil car Prvega bolgarskega cesarstva, ki je vladal od leta 977 do 997, od leta 991 v bizantinskem ujetništvu, * okoli 929, † 997, Konstantinopel, Bizantinsko cesarstvo.

## Življenjepis
Roman (morda tudi Roman-Simeon) je bil drugi živeči sin carja Petra I. Bolgarskega in njegovo žene Marije (pred tem Irene) Lekapene, vnukinje bizantinskega cesarja Romana I. Lekapena. Rojen je bil verjetno leta 929 in je s svojo materjo in starejšimi brati že kmalu po letu 931 obiskal Konstantinopel.
O njegovem življenju do leta 968 ni nič znanega. Tega leta se je pridružil starejšemu bratu Borisu na poti v Konstantinopel, kjer naj bi se z Bizantinci pogajala o sklenitvi miru med cesarstvoma. Med pogajanji sta bila brata verjetno častna talca na bizantinskem dvoru. Po očetovem odstopu leta 969 se je Boris vrnil v Bolgarijo in zavladal kot Boris II.. Roman je bil morda razglašen za njegovega socesarja, vendar za to ni jasnega dokaza.
Romana je v Bolgariji verjetno doletela enaka usoda kot brata Borisa, ki je postal prva figura v rokah kneza Svjatoslava I. Kijevskega in nato bizantinskega cesarja Ivana I. Cimiska. Po zmagi slednjega leta 971 so Romana in Borisovo družino odpeljali v Konstantinopel in ga zato, da bi bolgarska dinastija izumrla, kastrirali.  Boris II. je imel domnevno samo hčerke in bil zato brez moškega naslednika in nenevaren. Boris in Roman sta ostala v bizantinskem ujetništvu v cesarski palači do Borisove smrti leta 977. 
V tem času so vdori bratov Komitopuli na bizantinsko ozemlje v Makedoniji prisilili bizantinske stratege na delitev poveljstva na še neosvojenih bolgarskih posestih na zahodu Bolgarije. Borisu in Romanu so leta 977 omogočili pobeg v Bolgarijo. Borisa je imela obmejna staža zaradi bizantinske oprave za sovražnika in ga ubila, Romanu pa se je uspelo identificirati. Takoj so ga priznali za svojega carja, čeprav je bil kot evnuh neprimeren vladar.
Roman je večino svojih vojaških zadolžitev prepustil Samuelu, najmlajšemu iz dinastije Komitopuli, sam pa se je posvetil cerkvenim zadevam, podobno kot njegov oče Peter proti koncu svojega življenja. Leta 991 so ga Bizantinci med enim od svojih napadov na Bolgarijo ujel in ga imel v ujetništvu do njegove smrti leta 997. Naslov bolgarskega carja je dobil Samuel. Takšen razvoj dogodkov je povzet po verodostojnem arabskem zgodovinarju Jahji Antioškem.
Opis bizantinskega letopisca Ivana Skilice je drugačen. Skilica poroča, da se je Baziliju II. leta 1004 vdal skopski guverner Roman Simeon, katerega so morda pomotoma zamenjali s cesarjem Romanom. Roman Simeon je dobil naslov patricija (grško patrikios) in bil imenovan za vojaškega guvernerja (stratega) Abidoške teme.